# Scott Severin
Scott Derek Severin (Stirling, Escocia, 15 de febrero de 1979), futbolista escocés. Juega de defensa y su actual equipo es el Dundee United de la Premier League de Escocia.

## Selección nacional
Ha sido internacional con la Selección de fútbol de Escocia, ha jugado 15 partidos internacionales.

## Clubes
| Club                | País       | Año       |
| ------------------- | ---------- | --------- |
| Heart of Midlothian | Escocia    | 1999-2004 |
| Aberdeen FC         | Escocia    | 2004-2009 |
| Watford FC          | Inglaterra | 2009-2010 |
| Kilmarnock FC       | Escocia    | 2010      |
| Dundee United       | Escocia    | 2010-     |